# Libertaire Partij (Nederland)
De Libertaire Partij (LP), opgericht als Libertarische Partij, is een Nederlandse politieke partij van libertaire signatuur. Zij streeft naar "een vrije wereld; een wereld waarin niemand wordt gedwongen zijn of haar leven en eigendom op te offeren ten gunste van anderen" en gaat hierbij uit van het non-agressieprincipe, dat stelt dat je alles mag doen met je eigendom, maar niet de initiatie van, 'bedreiging met (dwang) of toepassing van', 'geweld of bedrog'. Het motto van de partij is 'regeer je eigen leven'.

## Geschiedenis

### Oprichting
De LP werd als de Libertarische Partij opgericht op 20 oktober 1993 door Barthold van Doorn, Hub Jongen, en Stefan van Glabbeek. Zij waren sympathisanten van het in de jaren zeventig gestichte Libertarisch Centrum Nederland en waren zeer betrokken bij het libertarische medium de Vrijbrief. Ze vonden via dat medium de benodigde hulp om de partij op te starten. Bij de vorming daarvan lieten ze zich vooral inspireren door de Libertarische Partij van de Verenigde Staten.

### 1993-2016
De oorspronkelijke Libertarische Partij was een partij die bestond uit minarchisten en anarchokapitalisten. In navolging van het ideologisch libertarisme en het non-agressieprincipe, stelde de partij dat individuele mensenrechten zoals recht op leven, vrijheid en eigendom onder geen enkele voorwaarde geschonden mochten worden. De partij wilde de rol van de overheid daarom minimaliseren tot het waarborgen van deze rechten en streefde naar een nachtwakersstaat. Toine Manders was politiek leider van de partij van 1994 tot 2014.
Toine Manders werd opgevolgd door Victor van der Sterren voor een korte periode, Van der Sterren werd opgevolgd door Jasper de Groot. Met De Groot was sprake van een nieuw bestuur.

### 2016-2021
Robert Valentine was van 2016 tot 2022 politiek leider en tot in 2021 tevens partijvoorzitter. Onder zijn leiding is de partij een meer klassiek-liberale koers gaan varen en positioneerde zij zich als een partij voor verregaande decentralisatie volgens het subsidiariteitsbeginsel. In 2023 is Tom van Lamoen gekozen tot politiek leider. 

### 2021-2023
Emma van Zoelen bekleedde de positie van partijvoorzitter van 2021 tot in 2023. In deze periode keerde de partij terug naar haar oorspronkelijke principes en nam zij deel aan de parlementsverkiezingen van 2023 met een consequent minarchistisch programma. Van Zoelen heeft haar voorzitterschap aan het einde van 2023 neergelegd om zich volledig te kunnen wijden aan haar PhD. 

### 2023-2024
Na het vertrek van Van Zoelen heeft Hugo Pfister, voorheen actief als algemeen bestuurder, deze rol als partijvoorzitter op zich genomen tot november 2024. 

## Volksvertegenwoordiging
Ondanks dat de LP aan veel verkiezingen heeft deelgenomen, is het de partij nog nooit gelukt om eigen volksvertegenwoordigers verkozen te krijgen.

### Landelijke verkiezingen
De partij deed vier keer mee aan de Tweede Kamerverkiezingen, en haalde daarbij telkens 0,01 tot 0,05 procent van de stemmen, terwijl er 0,67% nodig is voor een zetel.
Ondanks de beperkte aanhang waar de partij mee begon, en de beperkte bekendheid van het libertarisme in Nederland, deed de partij direct mee aan de Tweede Kamerverkiezingen van 1994, met Toine Manders als lijsttrekker. Het doel was destijds niet directe zetelwinst, maar bovenal om media-aandacht te vergaren voor de ideologie, zodat vier jaar later een serieuze poging voor een zetel kon worden gedaan. De partij heeft niet deelgenomen aan de Kamerverkiezingen van 1998.
De populariteit van de Amerikaanse libertarische presidentskandidaat Ron Paul in 2011 en 2012 had de nodige fondsen en sympathisanten binnengebracht in Nederland. De tijd was daardoor rijp voor deelname aan de verkiezingen. De partij wilde "een echt liberaal alternatief" in de verkiezingen zijn, gezien de "forse lastenverhogingen" die de andere liberale partijen hadden doorgevoerd. Net als achttien jaar eerder was Manders lijsttrekker van de partij. Sinds 2012 maakt de LP een groei door en zijn er diverse lokale afdelingen opgezet.
Bij de Tweede Kamerverkiezingen van 2017 deed de partij in zestien van de twintig kieskringen mee, nu met Robert Valentine als lijsttrekker. Bij de verkiezingen van 2021 deed de partij, die inmiddels Libertaire Partij heette, opnieuw mee.

### Gemeentelijke en provinciale verkiezingen
In 2013 deed de LP mee aan 2013 mee aan de herindelingsverkiezingen in Leeuwarden. Bij de verkiezingen van 19 maart 2014 deed de partij mee met de verkiezingen in negen gemeenten.
In 2015 nam de LP deel aan de verkiezingen voor de Provinciale Staten op 18 maart 2015 in de provincies Friesland, Zuid-Holland, Utrecht, Noord-Brabant en Gelderland.
In 2018 deed de partij mee met de verkiezingen in drie gemeenten, namelijk Rijswijk, Dalfsen en Stichtse Vecht.

### Verkozen LP'ers voor andere partijen
Naast de deelnames hierboven onder LP-vlag, zijn er enkele leden die verkozen zijn voor andere partijen. Zo was LP-lid Stefanie Vulders lid van de raadsfractie van Progressief Oisterwijk, totdat zij zich afsplitste vanwege inhoudelijke meningsverschillen. Deze zetel ging weer verloren bij de herindelingsverkiezingen in november 2020, toen Vulders met haar nieuw opgerichte partij WIJ! Oisterwijk geen zetels behaalde. In Rijswijk was LP-lid Romy de Man fractievoorzitter van Onafhankelijk Rijswijk, maar deze partij deed in 2022 niet mee aan de verkiezingen. Bij de herindelingsverkiezingen in Haarlemmermeer in 2018 werd LP-lid Erik Vermeulen uit Zwanenburg gekozen tot raadslid namens lokale partij Forza! Haarlemmermeer. Bij de verkiezingen van 2022 was Vermeulen namens die partij lijsttrekker en na die verkiezingen fractievoorzitter. Bij de verkiezingen van 2022 is Tom van Lamoen verkozen in de Amersfoortse gemeenteraad voor de lokale partij Amersfoort voor Vrijheid.

## Ideologie
De partij stelt uitgebreide economische hervormingen voor, waaronder een negatieve inkomstenbelasting in de vorm van een voorwaardelijk basisinkomen, het beperken van de loon- en inkomstenbelasting, meer mogelijkheden tot het kiezen van een passende zorgverzekeraar en een onderwijsbudget voor scholieren en studenten.
De partij vindt dat Nederland in de Europese Unie moet blijven, maar vindt echter wel EU drastisch moet hervormen tot een evenbeeld van de Europese Vrijhandelsassociatie (EVA): een Unie enkel gebaseerd op vrijhandel en vrij verkeer van personen.
De partij is tegen privileges voor migranten, maar ook tegen strengere immigratiewetten. De partij stelt voor de verblijfsvergunning te vervangen door een werkvergunning, zodat migranten direct mogen werken. Migranten kunnen in dit scenario geen aanspraak maken op sociale zekerheid vanuit de overheid, totdat zij het Nederlanderschap hebben verkregen.

### Libertarisme
De LP stoelt haar programma op het libertarisme, een politieke ideologie die streeft naar zo groot mogelijke individuele vrijheid en een zo klein mogelijke overheid. Elk individu heeft het recht op diens leven en vrijheid. Daaruit volgt het recht op de vruchten van de eigen arbeid, voor zover hier niet vrijwillig afstand van is gedaan of een ander schade is aangedaan. Dit recht vormt samen met het homesteadingprincipe (de eerste die een ongebruikt stuk natuur productief gebruikt (bijvoorbeeld door voedsel te verbouwen op ongebruikt land) verwerft daarmee het eigendom van dat stuk natuur) het libertair eigendomsrecht. In de libertaire filosofie mag niemand deze individuele rechten (leven, vrijheid en eigendom) schenden. Dat principe gaat ook op voor de overheid (het non-agressieprincipe). De maximale rol die een overheid mag vervullen is er een waarin zij niets anders doet dan het waarborgen van deze rechten (de nachtwakersstaat). De LP streeft er dan ook naar om de overheid tot deze rol te beperken.

#### Non-agressieprincipe
De LP wijst het initiëren van geweld om politieke, maatschappelijke of sociale doelen te bereiken principieel af. Onder het initiëren van geweld rekent de partij ook de meeste verplichtingen, reguleringen, en belastingheffingen van de overheid, omdat wanneer een individu er niet aan voldoet, hij of zij met geweld van zijn of haar vrijheid of eigendom beroofd zal worden. Regelgeving van de overheid die volgens de partij niet als initiatie van geweld kan worden beschouwd zijn enkel die regels die vrijheid en eigendom beschermen, aangezien het afdwingen van deze wetten reactief geweld in plaats van initiatie van geweld inhoudt.

### Programma
De LP maakt zich sterk voor een kleine, efficiënte en faciliterende overheid, waarbij de vrijheid van burgers zo groot mogelijk blijft. De programmapunten bij de belangrijkste thema’s zijn:
- Een voorwaardelijk basisinkomen,
- Het verlagen van belastingen met 20% op de korte termijn,
- Minder bureaucratie en regelgeving,
- Overheid terug naar kerntaken,
- Nieuwe Nederlanders krijgen direct een werkvergunning in plaats van een bijstandsuitkering,
- Buitenlandse militaire interventies stoppen en defensie alleen gebruiken voor de verdediging van Nederland en haar bondgenoten,
- Liberalisering van het drugsbeleid, softdrugs decriminaliseren,
- Zoveel mogelijk beleid uitvoeren op lokaal niveau door middel van verregaande decentralisatie,
- Meer mogelijkheden tot het kiezen van een passende zorgverzekeraar en zorgverzekering, waaronder de keuze om je niet te verzekeren,
- Een onderwijsbudget voor scholieren en studenten in plaats van subsidiëring van onderwijsinstellingen (vouchersysteem),
- Hervorming van de EU tot een evenbeeld van de Europese Vrijhandelsassociatie (EVA): een Unie enkel gebaseerd op vrijhandel en vrij verkeer van personen en goederen.

## Verkiezingen

### Tweede Kamer
| Jaar | Lijsttrekker     | Kandidatenlijst | Stemmen | Percentage | Zetels  |
| ---- | ---------------- | --------------- | ------- | ---------- | ------- |
| 1994 | Toine Manders    | Kandidatenlijst | 2.754   | 0,03%      | 0 / 150 |
| 1998 | -                | -               | -       | -          | -       |
| 2002 | -                | -               | -       | -          | -       |
| 2003 | -                | -               | -       | -          | -       |
| 2006 | -                | -               | -       | -          | -       |
| 2010 | -                | -               | -       | -          | -       |
| 2012 | Toine Manders    | Kandidatenlijst | 4.163   | 0,04%      | 0 / 150 |
| 2017 | Robert Valentine | Kandidatenlijst | 1.492   | 0,01%      | 0 / 150 |
| 2021 | Robert Valentine | Kandidatenlijst | 5.546   | 0,05%      | 0 / 150 |
| 2023 | Tom van Lamoen   | Kandidatenlijst | 4.152   | 0,04%      | 0 / 150 |

### Provinciale Staten
| Provincie     | Stemmen | Percentage | Zetels |
| ------------- | ------- | ---------- | ------ |
| Friesland     | 408     | 0,15%      | 0      |
| Gelderland    | 1.008   | 0,13%      | 0      |
| Noord-Brabant | 1.483   | 0,18%      | 0      |
| Utrecht       | 627     | 0,13%      | 0      |
| Zuid-Holland  | 2.143   | 0,18%      | 0      |
| Totaal        | 4.661   | 0,08%      | 0      |

### Gemeenteraden
| Gemeente   | Stemmen | Percentage | Zetels |
| ---------- | ------- | ---------- | ------ |
| Leeuwarden | 224     | 0,7%       | 0      |
| Amsterdam  | 667     | 0,2%       | 0      |
| Rotterdam  | 405     | 0,2%       | 0      |
| Den Haag   | 414     | 0,2%       | 0      |
| Groningen  | 867     | 0,97%      | 0      |
| Arnhem     | 219     | 0,4%       | 0      |
| Leiden     | 128     | 0,2%       | 0      |
| Almelo     | 196     | 0,8%       | 0      |
| Utrecht    | 331     | 0,2%       | 0      |
| Oegstgeest | 117     | 1,1%       | 0      |
| Totaal     | 3.568   | 0,05%      | 0      |

| Gemeente       | Stemmen | Percentage | Zetels |
| -------------- | ------- | ---------- | ------ |
| Stichtse Vecht | 437     | 1,5%       | 0      |
| Dalfsen        | 141     | 1,0%       | 0      |
| Rijswijk       | 342     | 1,6%       | 0      |
| Totaal         | 920     | 0,01%      | 0      |

## Leden
Het ledenaantal van de LP is sinds 2012 gegroeid van 27 in april 2012 tot circa 600 in het tweede kwartaal van 2024.
In periode tussen 1994 en 2012 was de partij weinig actief en liep het ledental sterk achteruit. Vanaf 2011 begon het ledental weer toe te nemen, en in de periode 2011-2017 schommelde het aantal leden tussen 100 en 200. In 2021 steeg dit vervolgens tot 607. Van deze leden waren er ongeveer honderd actief. In 2025 had de partij rond de 700 leden.

### Ereleden
- Paul Schreurs
- Otto Vrijhof

De ereleden werden op het congres van 7 juli 2012 benoemd vanwege hun hulp om de partij van 1994 tot 2012 voort te zetten tijdens haar 'winterslaap'.

## Bekende ondersteuners
Publicist en financieel analist Willem Middelkoop gaf in 2012 middels een tweet een stemadvies om bij de verkiezingen op de LP te stemmen. Bij de gemeenteraadsverkiezingen van 2014 adviseerde Europarlementariër Daniël van der Stoep, van de partij Artikel 50, mensen daar waar het mogelijk was op de LP te stemmen. Auteur Arno Wellens was bij de verkiezingen in 2021 lijstduwer voor de LP.